# Neunkirchen (Bajorország)
Neunkirchen település Németországban, azon belül Bajorországban. Lakosainak száma 1433 fő (2023. december 31.). Neunkirchen Wertheim, Freudenberg és Eichenbühl községekkel határos.

## Népesség
A település népessége az elmúlt években az alábbi módon változott:
| Lakosok száma | 1261 | 1256 | 1531 | 1529 | 1530 | 1511 | 1487 | 1460 | 1465 | 1433 |
|               | 1970 | 1975 | 2011 | 2012 | 2014 | 2015 | 2017 | 2019 | 2022 | 2023 |